# Palloptera
Palloptera är ett släkte av tvåvingar. Palloptera ingår i familjen prickflugor.

## Dottertaxa tillPalloptera, i alfabetisk ordning[1][2]
- Palloptera albertensis
- Palloptera ambusta
- Palloptera anderssoni
- Palloptera basimaculata
- Palloptera bimaculata
- Palloptera claripennis
- Palloptera elegans
- Palloptera ephippium
- Palloptera flava
- Palloptera formosa
- Palloptera kloiberi
- Palloptera kukumorensis
- Palloptera laetabilis
- Palloptera longipennis
- Palloptera maculifemur
- Palloptera marginata
- Palloptera modesta
- Palloptera orientata
- Palloptera pallens
- Palloptera quinquemaculata
- Palloptera saltuum
- Palloptera scutellata
- Palloptera septentrionalis
- Palloptera setosa
- Palloptera subusta
- Palloptera terminalis
- Palloptera trimacula
- Palloptera umbellatarum
- Palloptera usta
- Palloptera ustulata
- Palloptera venusta